# Старая Каменка (Приморский край)
Ста́рая Ка́менка — село в Лазовском муниципальном районе Приморского края России.

## География
Село находится в долине реки Киевка, на автомобильной дороге Р447, на расстоянии 16 км от села Лазо, административного центра района.

## История
Основано в 1907 году как село Корейская Каменка. В 1972 году после вооружённого конфликта за остров Даманский было переименовано в Старую Каменку.

## Население
| 2002 | 2007 | 2008 | 2010 |
| ---- | ---- | ---- | ---- |
| 187  | ↗188 | ↗189 | ↘154 |

## Улицы
- ул. Дачная,
- ул. Речная,
- ул. Центральная.